# Future Teenage Cave Artists
Future Teenage Cave Artists es el decimoquinto álbum de estudio del grupo estadounidense Deerhoof. Fue publicado el 29 de mayo de 2020 por Joyful Noise Recordings. Se programó una gira para apoyar el lanzamiento para mayo y junio de 2020; sin embargo, estos se están reprogramando debido a la pandemia de COVID-19.
Greg Saunier dijo en una entrevista de agosto de 2020 que una “especie de secuela” de Future Teenage Cave Artists “saldría en un par de meses”.

## Promoción
Deerhoof anunció el álbum junto con el lanzamiento de dos sencillos – la canción que da título al álbum y «The Loved One» – el 25 de marzo de 2020. «Future Teenage Cave Artists» fue acompañada por un video lírico publicado el mismo día. El videoclip dirigido por Ryan Hover y Allison Durst, muestra letras escritas a mano en hojas transparentes sobre imágenes superpuestas de cuevas. Chris Deville de Stereogum escribió: “La canción que da nombre al album brilla y se abre camino a lo largo de tres minutos y medio, logrando ese equilibrio característico entre un toque pop delicado y la barbarie de rock desenfrenada”.
El segundo y último sencillo, «Farewell Symphony», fue publicado el 20 de abril de 2020. Jon Blistein de Rolling Stone escribió que la canción es “un corte frenético, pero Deerhoof controla el caos de manera experta mientras los tambores repiquetean, los riffs de guitarra grizzly y la voz aireada de la cantante Satomi Matsuzaki se combinan en una locura fascinante”. El video que acompaña al sencillo utiliza imágenes de seis interpretaciones diferentes del último movimiento de la Sinfonía de los adioses («Farewell» Symphony) del compositor austriaco Joseph Haydn, de la cual la canción toma su nombre. Jack Whatley de Far Out Magazine describió el video como “divertido”, añadiendo: “en un momento muy oscuro, es un faro de luz y alegría”. Ese mismo día, la banda organizó una fiesta en vivo en YouTube para escuchar Future Teenage Cave Artists, seguida de una sesión de preguntas y respuestas por Skype.

## Recepción de la crítica
Future Teenage Cave Artists recibió críticas generalmente positivas. En Metacritic, el álbum obtuvo un puntaje promedio de 75 sobre 100, basado en 11 críticas, lo cual indica “reseñas generalmente positivas”. Daniel Felsenthal, escribiendo para Pitchfork, le dio una calificación de 7.8 sobre 10 y dijo que «Damaged Eyes Squinting into the Beautiful Overhot Sun» es “la cúspide del álbum”, añadiendo: “Su sonido dinámico se basa en la parte de guitarra rítmica de tres acordes de Deiterich y el riff ascendente de Rodriguez, que crece antes de que la canción se detenga abruptamente, como si el sol acabara de absorber la tierra”. Byron Hayes de Exclaim! comentó que “Si Future Teenage Cave Artists es el único artefacto cultural que queda en un apocalipsis, las generaciones futuras al menos tendrán una escritura interesante para reconstruir”. Zach Schonfeld, escribiendo para la revista Paste declaró: “Incluso si nada aquí se eleva a las mejores alturas de su carrera como Apple O’ de 2003 o The Runners Four de 2005, es otro álbum fuerte de una banda cuya mera existencia continua (y su negativa a ceder a los estándares de grabación convencionales) a menudo se siente como un triunfo de irracionalidad frente a la desesperanza invasora”.
Adam Fink de Northern Transmissions comentó: “Las canciones son rebeldes, íntimas, triste y triunfal ya menudo dentro de la misma frase. Con una confianza más en provocar una respuesta emocional que en mostrar cualquier experiencia en producción, el álbum es típico de Deerhoof en su máximo rendimiento. Intransigente, desafiante y, sobre todo, una completa delicia”. Dominic Haley de Loud and Quiet escribió que “Future Teenage Cave Artists es el tipo de álbum que solo una banda como esta puede lograr. Consiguiendo ser tanto una continuación como una salida de la trayectoria lo-fi de Mountain Moves y The Magic, los sonidos aquí son más pulidos y refinados”.

## Lista de canciones
Todas las canciones escritas y compuestas por Deerhoof, excepto donde esta anotado.
1. «Future Teenage Cave Artists» – 3:27
2. «Sympathy for the Baby Boo» – 2:24
3. «The Loved One» – 2:39
4. «O Ye Saddle Babes» – 3:33
5. «New Orphan Asylum for Spirited Deerchildren» – 3:57
6. «Zazeet» – 2:30
7. «Fraction Anthem» – 2:53
8. «Farewell Symphony» – 3:50
9. «Reduced Guilt» (Deerhoof, Sarah Harris) – 3:45
10. «Damaged Eyes Squinting into the Beautiful Overhot Sun» – 3:59
11. «I Call on Thee» (Johann Sebastian Bach, arr. por Deerhoof) – 2:18

## Créditos
Deerhoof
- Satomi Matsuzaki – voz principal, bajo eléctrico, ilustración
- John Dieterich – guitarra
- Ed Rodríguez – guitarra
- Greg Saunier – batería, coros, piano